# Джон Тори
Джон Тори (на английски: John Tory) е канадски политик и кмет на Торонто, най-големият град в Канада. Тори е кмет на Торонто от 2014.

## Биография и политическа кариера
Тори е роден в Торонто, Онтарио, Канада. 
Тори учи право съответно в Торонтския университет и Йоркския университет. Джон Тори е женен и има четири деца.
Джон Тори е 65-ият кмет на Торонто, Онтарио, Канада. Тори бе избран за кмет през 2014 г. на кметските избори, и встъпи в длъжност на 1 декември същата година.